# 1974

## Събития
- 26 януари  – Самолетът при полет 301 на „Търкиш Еърлайнс“ катастрофира по време на излитане от летището в Измир и убива 67 от общо 73 пътници и екипаж на борда на машината.
- 3 март – Самолетът при полет 981 на „Търкиш Еърлайнс“ катастрофира близо до гората Ерменонвил, Франция – загиват всички 346 души на борда.
- 22 април – Самолетът при полет 812 на „Пан Ам“ се разбива при заход към международното летище Нгура Рай, Денпасар, Бали, Индонезия и убива всички 107 души на борда.
- 26 юни – Излиза дебютния албум Bad Company на едноименната британска рок група.
- 13 юни-7 юли – В Западна Германия се провежда 10-ото Световно първенство по футбол с 16 участващи национални тима. Домакините от ФРГ печелят трофея.
- 9 август – В резултат от скандала Уотъргейт, президентът на САЩ Ричард Никсън подава оставка.
- 11 септември – Самолетът, който изпълнява полет 212 на „Ийстърн Еър Лайнс“ катастрофира в Шарлът, Северна Каролина и убива 72 души на борда.
- 15 септември – Самолетът при полет 706 на „Еър Виетнам“ е отвлечен от терористи, които малко след това взривяват гранати на борда. При опит за аварийно, машината се разбива и умират всички 75 души на борда.
- 20 ноември – Самолетът при полет 540 на „Луфтханза“ се разбива на летището в Найроби, Кения и убива 54 пътници и 5 членове на екипажа на борда.
- 4 декември – Самолетът при полет 138 на „Мартинеър“ се разбива в планина малко преди кацане в Шри Ланка и убива всички 191 души на борда.
- 8 декември – Чрез референдум Гърция отхвърля с 69,2% от гласовете царската институция и се установява парламентарна република.

## Родени
- Банкси, английски графити артист
- Венцислав Харизанов, български футболист
- Весна Петкович, сръбска певица
- Младен Станев, български диригент
- Петя Иванова, българска оперна певица
- 1 януари – Хамилтон Рикард, колумбийски футболист
- 3 януари – Алесандро Петаки, италиански колоездач
- 4 януари – Армин Цьогелер, италиански състезател по пързаляне с шейна
- 10 януари – Ритик Рошан, Индийски актьор
- 12 януари – Илиян Симеонов, български футболист
- 12 януари – Мелани Чизхолм, английска поп певица
- 20 януари – Христо Фурджев, български футболист
- 24 януари – Сирил Деспре, френски мотоциклетист
- 25 януари 
  - Игор Миладинович, сръбски шахматист
  - Румен Ангелов, български футболист
- 27 януари – Оле Ейнар Бьорндален, норвежки биатлонист
- 30 януари 
  - Крисчън Бейл, уелски актьор
  - Борис Чаталбашев, български шахматист
- 31 януари – Прити Зинта, индийска актриса
- 4 февруари – Троян Радулов, български футболист
- 8 февруари – Улисес де ла Крус, еквадорски футболист
- 9 февруари – Жорди Кройф, холандски футболист
- 10 февруари – Елизабет Банкс, американска актриса
- 13 февруари – Роби Уилямс, английски певец
- 15 февруари 
  - Александър Вурц, австрийски автомобилен състезател
  - Джина Лин, пуерториканска порнографска актриса
- 18 февруари 
  - Евгени Кафелников, руски тенисист
  - Соня Васи, български модел
- 22 февруари – Валери Йорданов, български актьор
- 26 февруари – Себастиен Льоб, френски автомобилен състезател
- 1 март 
  - Ромина Мондело, италианска актриса
  - Светослав Бърканичков, български футболист
- 5 март – Ева Мендес, американска актриса
- 8 март – Николай Праматаров, български футболист
- 9 март – Армен Назарян, български борец от арменски произход
- 1 април 
  - Владимир Бесчастних, руски футболист
  - Паоло Бетини, италиански колоездач
- 6 април – Роберт Ковач, хърватски футболист
- 9 април – Джена Джеймисън, американска порноактриса
- 11 април – Алекс Кореча, испански тенисист
- 12 април – Антйе Равич Щрубел, немска писателка
- 13 април 
  - Аугусто Порозо, еквадорски футболист
  - Константин Сакаев, руски шахматист
  - Аугусто Поросо, еквадорски футболист
- 14 април – Ара Минасян, арменски шахматист
- 17 април – Виктория Бекъм, английска поп певица и дизайнер
- 18 април – Александър Александров – Алекс, български певец и тв водещ
- 22 април – Николай Найденов, български волейболист
- 28 април – Пенелопе Крус, испанска актриса
- 7 май – Брекин Майър, американски актьор
- 10 май – Ралица Ангелова, български политик и юрист
- 11 май – Миа Сантова, българска журналистка, телевизионна водеща
- 14 май – Веска Ненчева, български политик
- 19 май – Димитър Перчемлиев, български футболист
- 22 май – Георги Кьосев, български футболист
- 23 май 
  - Джуъл Килчър, американска певица и актриса
  - Димитър Дойчинов, български футболист
- 28 май – Ханс-Йорг Бут, германски футболист
- 1 юни – Аланис Морисет, канадска певица
- 3 юни 
  - Евгени Иванов, български волейболист
  - Мариян Германов, български футболист
  - Сергей Ребров, украински футболист
- 5 юни 
  - Чад Алън, американски актьор
  - Жоао Брито, португалски футболист
  - Марин Байчев, български футболист
- 7 юни – Беър Грилс, английски пътешественик
- 8 юни – Георги Богданов, български футболист
- 13 юни – Венелина Венева, българска лекоатлетка
- 18 юни – Кенан Имирзалъолу, турски актьор и модел
- 21 юни – Хрисимир Димитров, български баскетболист
- 27 юни – Мартин Подвързачов, български футболист
- 1 юли – Данаил Михайлов, български волейболист
- 6 юли 
  - Зе Роберто, бразилски футболист
  - Йонко Неделчев, български футболист
- 9 юли – Мирослав Косев, български футболист
- 10 юли – Белослава, българска поп и джаз певица
- 12 юли 
  - Шарон ден Адел, холандска певица
  - Иван Гемеджиев, български футболист
- 17 юли – Ахмед Ахмедов, български политик и инженер
- 19 юли – Виктор Михайлов, български футболист
- 22 юли 
  - Денис Пошвата, немски барабанист
  - Илиян Памуков, български футболист
- 30 юли – Радостин Кишишев, български футболист
- 1 август – Станимир Гъмов, български актьор
- 2 август – Анджи Сепеда, колумбийска актриса
- 8 август – Брайън Харви, британски певец
- 21 август – Ивайло Паргов, български футболист
- 24 август 
  - Филип Илков, български футболист
  - Янек Кючуков, български футболист
- 26 август – Николай Николов, български футболист
- 27 август – Деян Донков, български актьор
- 3 септември – Мария Донева, българска поетеса
- 4 септември – Кармит Бахар, американска поп певица и танцьорка
- 6 септември – Тим Хенман, английски тенисист
- 9 септември – Филип Аврамов, български актьор
- 10 септември – Мирко Филипович, хърватски кикбоксьор
- 13 септември – Николай Фенерски, български писател
- 18 септември 
  - Икзибит, американски раппевец
  - Сол Кембъл, британски футболист
- 24 септември 
  - Юлиян Янакиев, български футболист
  - Людмил Иларионов, български режисьор, певец и актьор
- 25 септември – Мат Харди, американски кечист
- 27 септември – Георги Владимиров, български историк
- 1 октомври – Веселин Тосев, български футболист
- 2 октомври – Пол Тътъл-младши, Дизайнер и конструктор на мотоциклети
- 6 октомври – Ливия Ярока, унгарски политик
- 7 октомври – Карлот Перели, шведска поппевица
- 8 октомври 
  - Велко Христев, български футболист
  - Зоран Заев, политик от Република Македония
  - Свилен Симеонов, български футболист
- 11 октомври – Джейми Томас, професионален скейтбордист
- 12 октомври – Стивън Лий, английски играч на снукър
- 15 октомври – Мариан Желев, български писател
- 20 октомври – Башар Рахал, български актьор и телевизионен водещ
- 24 октомври – Коста Стоянов, български политик
- 29 октомври – Оливер Ковачевич, сръбски футболист
- 5 ноември – Джули Джеймс, американска писателка
- 8 ноември 
  - Масаши Кишимото, японски манга създател
  - Сейши Кишимото, японски мангака
- 9 ноември – Алесандро Дел Пиеро, италиански футболист
- 11 ноември – Леонардо ди Каприо, американски актьор
- 12 ноември – Алесандро Бириндели, италиански футболист
- 13 ноември – Ирена Димова, български политик и икономист
- 17 ноември – Шарик Леон, колумбийска актриса и модел
- 18 ноември – Петер Солберг, норвежки автомобилен състезател
- 27 ноември – Емил Костов, български каратист
- 3 декември – Албена Денкова, българска вицешампионка по фигурно пързаляне
- 7 декември – Никол Апълтън, канадско-английска поп певица
- 8 декември – Ирина Никулчина, българска биатлонистка
- 19 декември – Гълъбин Боевски, български щангист
- 22 декември – Десислав Чуколов, български политик
- 24 декември – Марсело Салас, чилийски футболист
- 26 декември – Ростислав Димитров, български лекоатлет

## Починали
- ? – Симеон Костов, български футболист
- Григорий Оводовски, съветски военен
- Жак Натан, български икономист, политик и академик
- Никола Стайков, български футболист
- Христос Левантас, гръцки писател (р. 1904 г.)
- 19 януари – Франц Набл, австрийски писател (р. 1883 г.)
- 2 февруари – Марилуизе Флайсер, немска писателка (р. 1901)
- 8 февруари – Фриц Цвики,
- 13 февруари – Васил Стоилов, български художник (р. 1904 г.)
- 18 февруари – Мануел Одрия, перуански политик (р. 1897 г.)
- 21 февруари – Ламар, български поет и писател (р. 1898 г.)
- 22 февруари – Йордан Стратиев, български поет и дипломат (р. 1898 г.)
- 8 март – Тодор Герасимов, български археолог и нумизмат
- 2 април – Жорж Помпиду, френски политик (р. 1911 г.)
- 12 април – Методи Андонов, български театрален и филмов режисьор (р. 1932 г.)
- 18 април – Марсел Паньол, френски писател и режисьор (р. 1895 г.)
- 9 май – Любомир Пипков, български композитор (р. 1904 г.)
- 23 май – Пер Лагерквист, писател, поет, драматург
- 24 май – Дюк Елингтън, джазов пианист и композитор
- 9 юни – Мигел Анхел Астуриас, гватемалски писател
- 18 юни – Георгий Жуков, съветски маршал (р. 1896 г.)
- 22 юни – Дариус Мийо, френски композитор
- 22 юни – Жан Фонтен, белгийски политик
- 1 юли – Хуан Перон, президент на Аржентина
- 4 юли – Амин ал Хусейни,
- 9 юли – Яна Язова, българска писателка (р. 1912 г.)
- 29 юли – Ерих Кестнер, немски писател (р. 1899 г.)
- 26 август – Чарлз Линдберг, американски авиатор (р. 1902 г.)
- 21 септември – Уолтър Бренан, американски актьор (р. 1894 г.)
- 27 септември – Георги Кулишев, български политик (р. 1885 г.)
- 1 октомври – Петко Задгорски, български художник
- 2 октомври – Василий Шукшин, руски писател, киноактьор и режисьор
- 9 октомври – Оскар Шиндлер, немски индустриалец и хуманист
- 10 октомври – Мари Луизе Кашниц, немска поетеса и белетристка
- 24 октомври – Давид Ойстрах, руски диригент
- 31 октомври – Георги Богданов, български художник-монументалист
- 13 ноември – Виторио Де Сика, италиански кино режисьор
- 23 ноември – Корнелиъс Райън, ирландски журналист и писател
- 14 декември – Васко Абаджиев, български цигулар-виртуоз и композитор (р. 1926 г.)
- 16 декември – Костас Варналис, гръцки писател (р. 1884 г.)
- 21 декември – Ричард Лонг, американски актьор (р. 1927 г.)
- 26 декември – Джак Бени, американски актьор и комик (р. 1894 г.)

## Нобелови награди
- Физика – Мартин Райл, Антъни Хюиш
- Химия – Пол Флори
- Физиология или медицина – Албер Клод, Кристиан дьо Дюв, Джордж Паладе
- Литература – Хари Мартинсон, Ейвинд Юнсон
- Мир – Шон Макбрайд, Ейсаку Сато
- Икономика – Гунар Мирдал, Фридрих Хайек

## Филдсов медал
Енрико Бомбиери, Дейвид Мъмфорд
Вижте също:
- календара за тази година